# Anamecia ferdovsi
Anamecia ferdovsi är en fjärilsart som beskrevs av Brandt 1941. Anamecia ferdovsi ingår i släktet Anamecia och familjen nattflyn. Inga underarter finns listade i Catalogue of Life.